# Keyvan Vahdani
Keyvan Vahdani —en persa: کیوان وحدانی‎— (Teherán, 1 de abril de 1991-Khatirkuh, 20 de marzo de 2019)
fue un futbolista iraní que jugó para Paykan, Nassaji y Pars Jonoubi.
Murió el 20 de marzo de 2019 a los 27 años a causa de un deslizamiento de tierras ocurrido tras las fuertes lluvias caídas en la provincia de Mazandarán.

## Trayectoria deportiva
| Temporada | Equipo                   | Dorsal | PJ |
| --------- | ------------------------ | ------ | -- |
| 2012/2013 | Paykan Football Club     | 21     | 14 |
| 2013/2014 | Paykan Football Club     | 21     | 19 |
| 2014/2015 | Paykan Football Club     | 21     | 6  |
| 2015/2016 | F. C. Nassaji Mazandaran | 15     | 0  |
| 2016/2017 | Pars Jonoubi Jam         | 20     |    |
| 2017/2018 | Saba Battery Qom         | 70     |    |
| 2018      | Aluminium Arak FC        | 91     |    |